# El Nuevo Día
Pour les articles homonymes, voir El Día.
El Nuevo Día est un journal quotidien portoricain basé à Guaynabo. Il est distribué au Porto Rico et dans certains états américains. Elle a été fondée en 1909 à Ponce, à Porto Rico, et est aujourd'hui une filiale de GFR Media. Son siège social est situé à Guaynabo, Porto Rico.

## Histoire
Il est fondé en 1909 par Eugenio Astol, Guillermo V. Cintrón et Nemesio R. Canales sous le nom de El Diario de Puerto Rico puis prend le nom El Día deux ans plus tard
En 1948, le quotidien est acheté par le futur gouverneur de Ponce, Luis Alberto Ferré. Après son élection en 1968, il vend le journal à son fil, Antonio Luis Ferré.
Deux ans plus tard, en 1970, Antonio Luis déplace le siège social du journal à San Juan et renomme le quotidien en El Nuevo Día. Carlos Castañeda est le premier directeur de la publication. Les bureaux, d'abord situé à Puerta de Tierra, sont situés depuis 1986 à Guaynabo.
La famille Ferré est toujours propriétaire du journal. Maria Eugenia Ferré Rangel en est le président, Luis Alberto le directeur de la publication. En 2006, le journal est tiré à 155 000 exemplaires.
Son principal concurrent est El Vocero.

## El Nuevo Día Orlando
En septembre 2003, une édition spéciale est créée à Orlando en Floride. En novembre 2006, le journal devient gratuit et près de 25 000 tirages sont écoulées quotidiennement. Après un affaiblissement économique de la région et un déclin d'intérêt pour le journal, El Nievo Dia Orlando cesse ses activités le 29 août 2008.